# 王時儉
王時儉（1497年—？），字本節，别號賓竹，福建泉州府晉江縣人，民籍，明朝政治人物。賜進士出身。

## 生平
嘉靖七年（1528年）戊子科福建鄉試第五十六名舉人，嘉靖十七年（1538年）中式戊戌科會試第七十二名，二甲第七十九名進士。十九年授刑部主事，二十一年升員外郎，二十四年升郎中，二十五年正月恤刑江北。後出任雲南左參議，在滇十年，修建堤壩，為百姓所愛戴。

## 家族
曾祖王宗道；祖父王繼，號满窓；父王縉，號素菴；前母黃氏；母蘇氏。永感下。